# Turfbriket

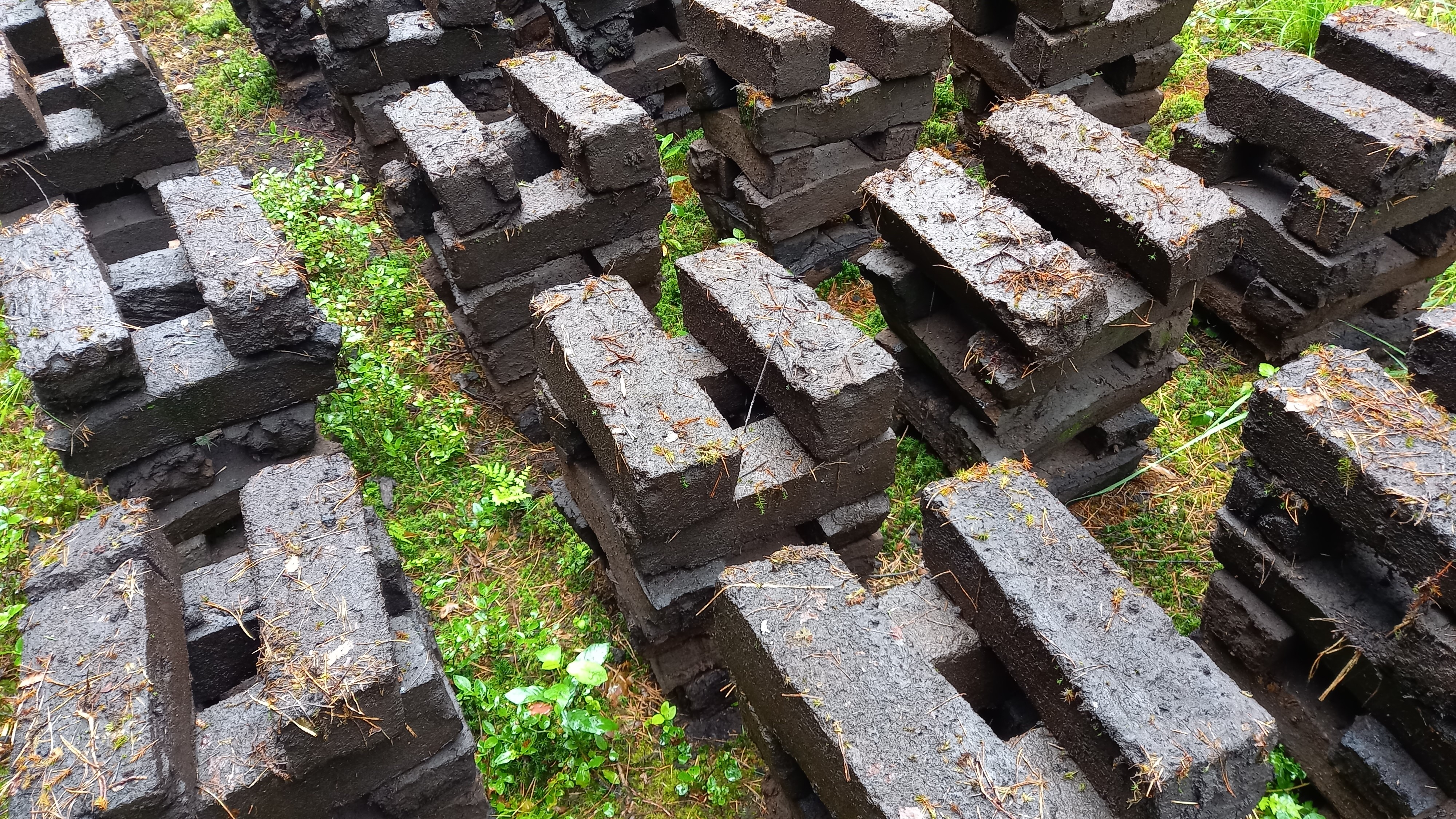
Turfbriketten in de Bürmooser Moor

Turfbriketten zijn briketten die verkregen worden uit turf.

## Achtergrond
De eerste turfbrikettenfabriek in Nederland dateert uit 1889 en bevond zich te Vroomshoop. Vanaf 1899 werden er gedurende enige tijd briketten geproduceerd in de Peel door de Maatschappij Griendtsveen. Zij werden verkocht onder de merknaam Griendtsveen. Hun voordelen werden als volgt aangeprezen: Zij branden aangenaam en zuiver, laten geen sintels of slakken na, zijn voordeeliger dan cokes. Aldus kon de Maatschappij, hoewel gespecialiseerd in turfstrooisel, ook de zwarte turf verkopen. Er werd jaarlijks 100 tot 150 m3 zwartveen gestoken ten behoeve van de brikettenproductie. Na de Eerste Wereldoorlog echter stortte, vanwege de aanvoer van steeds goedkopere steenkool, de markt voor briketten in.
In 1930 was in Maagdenburg de machinefabriek Buckau R. Wolf actief met een briketteermachine, die turven tot briketten perste.
Teneinde het verveningsbedrijf te rationaliseren bepleitte ingenieur Reinder Sijbolts de invoering van de freesmethode. Hierbij werd door een machine steeds ongeveer 40 mm van de bovenlaag van het veen afgekrabt. De freesmachines vereisten wel het werken over grote oppervlakten tegelijk. De turf werd gewonnen in de vorm van gruisturf, dat binnen een dag gedroogd was en, eventueel samen met steenkoolgruis, als brandstof dienen kon. In 1935 werd binnen het Scholten-concern te Sappemeer de eerste, succesvolle, stookproef met dit materiaal verricht. In Denemarken en Schotland ontstonden fabrieken die de gruisturf tot briketten verwerkten. In Duitsland was er de Deutsche Torfbrikett- und Moorkultur Gesellschaft en in denemarken Kaas Briketter te Aalborg.

## Nederlandse pogingen
In 1939 kocht Sijbolts enkele Duitse freesmachines. Deze werden bij de Maatschappij Klazienaveen, de turffabriek van Scholten, in dienst gesteld, maar het weer zat tegen. Niettemin werd in 1941 de NV Nederlandsche Turfbrikettenfabriek te Weiteveen opgericht. In 1942 kwam de stenen fabriek gereed. De gruisturf werd aldaar gescheiden in grof en fijn materiaal. Het grof materiaal werd, samen met persturf, in de stoomketels verstookt. De afgewerkte stoom werd gebruikt om het fijne materiaal te drogen. Vervolgens werd het gedroogde materiaal naar de brikettenpers gevoerd. De bezetter "vereerde" de fabriek in 1942 met een bezoek van Meinoud Rost van Tonningen, daar men een soortgelijke fabriek in Letland wilde opzetten en in de briketten een ideale brandstof zag voor gasgeneratoren. Ondertussen waren er problemen met de machines en de productie stagneerde om eind 1944, wegens tekort aan smeerolie, geheel stil te vallen. Na de bevrijding werd stopzetting overwogen, daar de Nederlandse veenderijen te klein waren. Doorstart was echter mogelijk indien de annexatieplannen doorgang zouden vinden: mochten te eniger tijd de uitgestrektere Duitse velden bij ons land gevoegd worden. De annexatie ging niet door en in 1948 werd de fabriek geliquideerd.
De laatste poging om turfbriketten te produceren was een experiment van het bedrijf van de Gebr. Minke te Coevorden. Dit richtte de NV Turnoma op. Deze wilde turfnoten vervaardigen uit geperste turf en residu-olie, welke laatste vrijkwam bij het reinigen van olietankers. De noten zouden dan door particulieren in hun kolenkachels kunnen worden verstookt. Het merk Turnoma was slechts een leven van enkele maanden beschoren.